# Muzeum Akordeonu w Kościerzynie
Muzeum Akordeonu w Kościerzynie – oddział Muzeum Ziemi Kościerskiej w Kościerzynie, powstały w 2010 z inicjatywy kolekcjonera Pawła Nowaka. Prezentuje zbiór ponad 140 akordeonów z całego świata.

## Położenie
Muzeum Akordeonu znajduje się obecnie przy kościerskim rynku, w budynku dawnego ratusza, na jego parterze. Do 2014 znajdowało się w budynku dawnego Kościerskiego Centrum Kultury, przy ulicy Długiej 31.

## Historia
Pierwsze rozmowy na temat utworzenia muzeum miały miejsce w kwietniu 2009 między władzami Kościerzyny, dyrekcją Muzeum Ziemi Kościerskiej i Pawłem Nowakiem – akordeonistą z Sulęczyna i kolekcjonerem tychże instrumentów. Po sukcesach wystaw w wielu częściach województwa chciał on utworzyć muzeum, gdzie mógłby zaprezentować swoje zbiory. Początkowo miało się ono znajdować w Sopocie, później, ze względu na fiasko rozmów, zdecydowano się na Kościerzynę. Dzięki dofinansowaniu z Ministerstwa Kultury i Dziedzictwa Narodowego nowe muzeum otwarto 16 listopada 2010, w dawnym miejskim domu kultury. Jest to jedyne w Polsce i jedno ośmiu w Europie muzeum zajmujące się tą tematyką - pozostałe znajdują się w miejscowościach Castelfidardo (Italia), Robilante (Italia), Helmond (Niderlandy), San Cristóbal de la Polantera (Hiszpania), Paderne (Portugalia), Kleindietwil (Szwajcaria) i Żaszkiw (Ukraina). Od stycznia 2014 zbiory można oglądać w budynku dawnego ratusza.

## Zbiory muzeum
W zbiorach muzeum znajduje się ponad 140 sztuk akordeonów, pochodzących z różnych stron świata. Są one własnością Pawła Nowaka, kolekcjonującego je od 1999.